# Cabaña Perro Cojo
La Cabaña Perro Cojo (en búlgaro: Куцото куче y en inglés: Lame Dog Hut) es un edificio en la Base San Clemente de Ohrid de Bulgaria en la isla Livingston de las islas Shetland del Sur en la Antártida. Es el edificio más antiguo conservado de la isla y desde octubre de 2012 la cabaña ha sido sede del Museo de la Isla Livingston, una sucursal del Museo Nacional de Historia de Sofía. Fue el primer edificio permanente establecido por Bulgaria en la Antártida, que sentó las bases de la investigación científica sistemática de Bulgaria en el área de la isla Livingston bajo el Sistema del Tratado Antártico. El edificio es un sitio Sitio y Monumento Histórico de la Antártida.

## Ubicación
La cabaña está ubicada a 62°38′29″S 60°21′53″O / -62.64139, -60.36472), a 70 m al sureste del edificio principal de la Base San Clemente de Ohrid y 200 m de la costa de la bahía Sur, en una elevación de 15,5 m. Se encuentra entre dos brazos del arroyo Rezovski, coronada por la colina Pesyakov y la colina Sinemorets, y con vista a la Gran Laguna. 

## Estructura

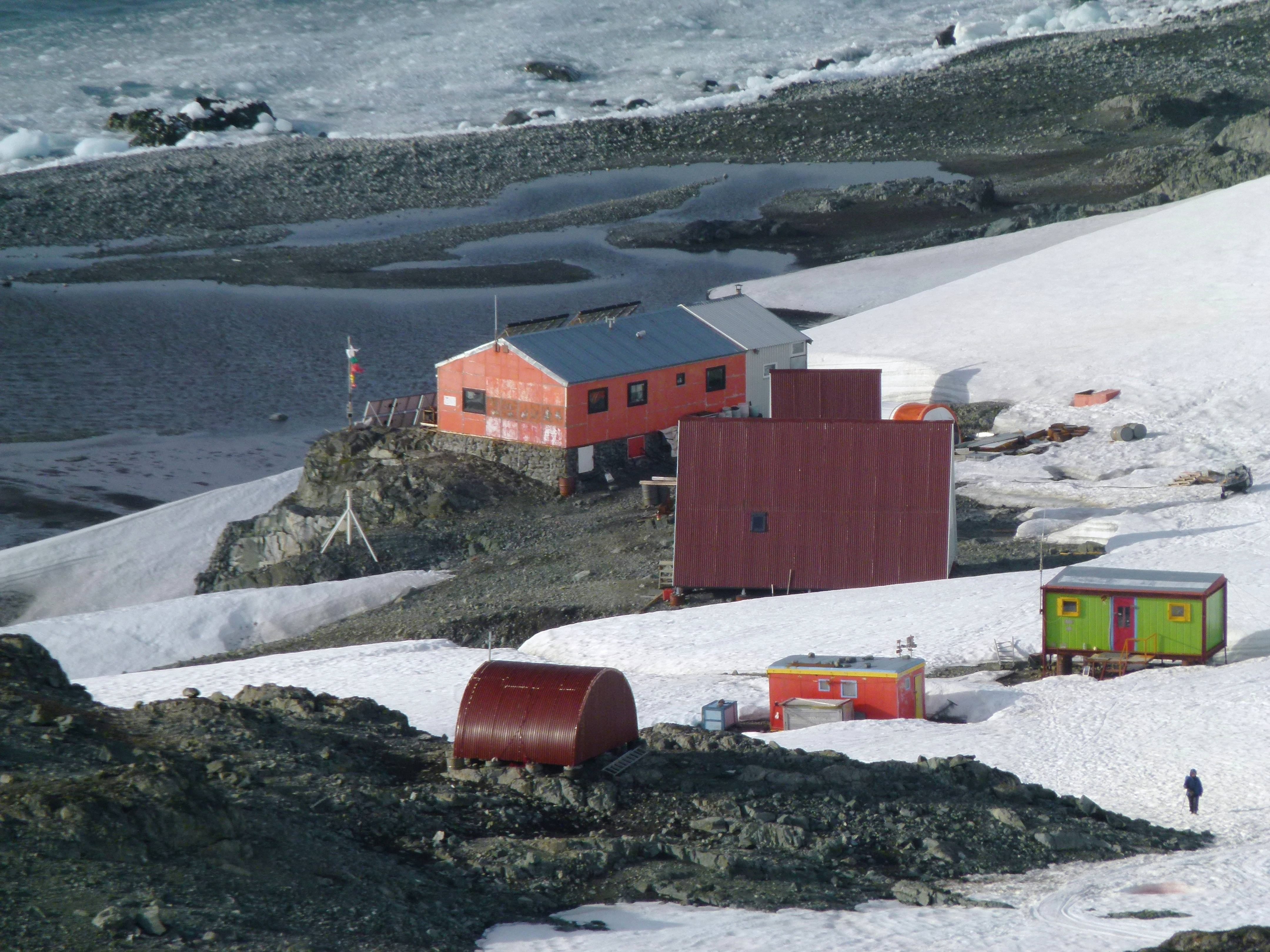
La base búlgara en 2012, con la nueva Capilla San Juan de Rila en primer plano y la Cabaña Rusa, la Casa Perro Cojo (pintada de verde claro), el laboratorio, la Casa España y el edificio principal al fondo.

La Cabaña Perro Cojo es una estructura de panel sándwich de 6 por 3,5 m de fabricación búlgara (láminas de metal, núcleo de espuma de poliuretano) con un área de esparcimiento y capacidad de alojamiento para 6 personas. Tiene un valor técnico y arquitectónico particular en sus materiales, diseño y método de construcción, ya que, en el ingenio y las habilidades demostradas por los científicos y el personal técnico búlgaros que utilizando el material que tenían a mano, convirtieron lo que era básicamente un contenedor de vivienda estándar diseñado para su uso en la industria maderera búlgara en el norte de Rusia, en una instalación antártica acogedora para las personas de varias naciones que visitan o trabajan en la base búlgara. La experiencia adquirida durante la construcción y el mantenimiento de la Cabaña Perro Cojo fue fundamental en la posterior expansión de la base búlgara.

## El nombre
El nombre Perro Cojo se remonta a alrededor de 1999, cuando la cabaña fue encontrada azotada por el viento con sus pies de apoyo dañados durante el invierno. Este nombre un tanto peculiar se estableció tanto en el uso común como en la documentación oficial del Instituto Antártico Búlgaro.

## Historia

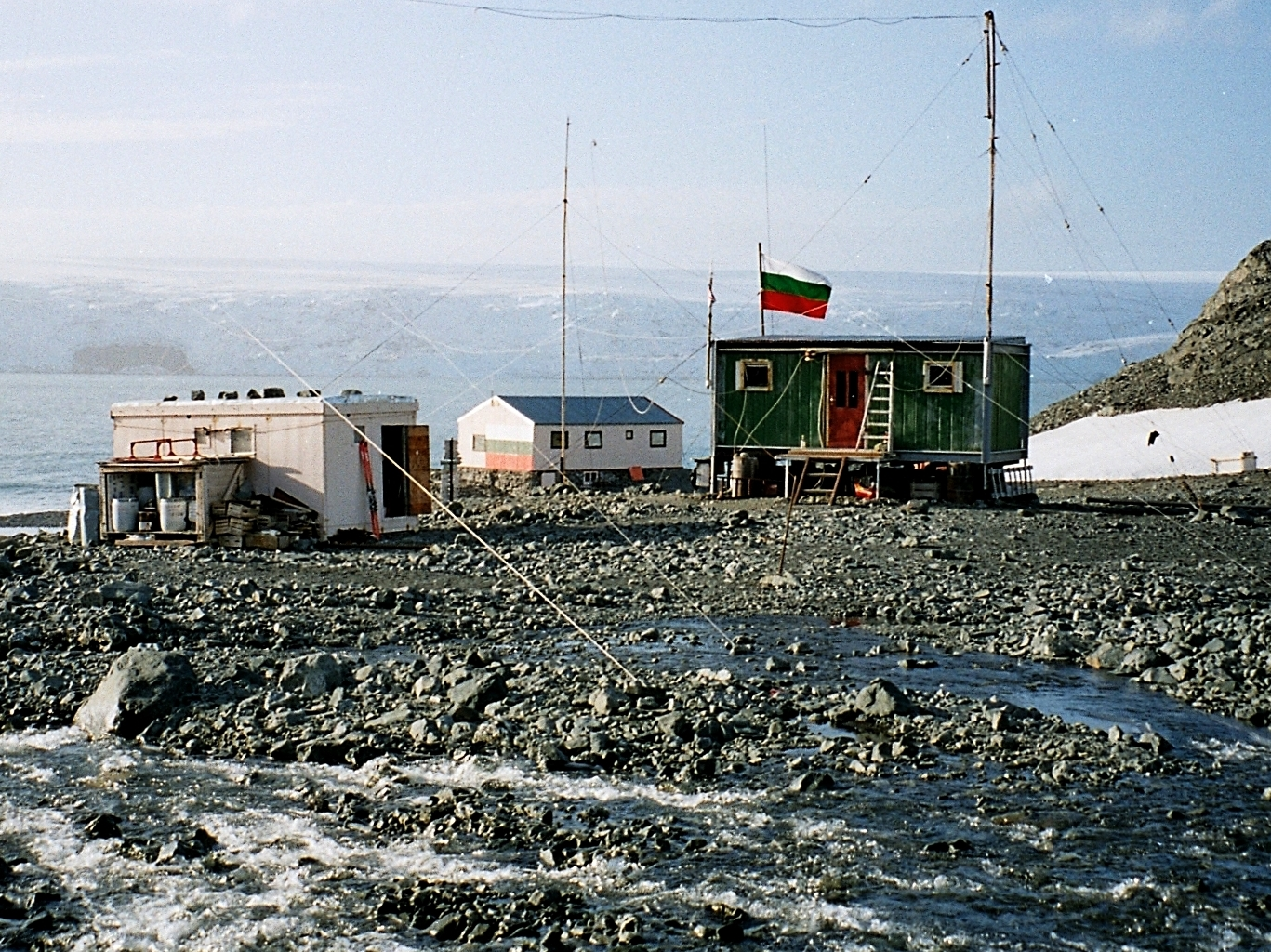
La base búlgara en 2003, con la Cabaña Perro Cojo a la derecha, la Cabaña Rusa a la izquierda y el nuevo edificio principal al fondo.

La cabaña prefabricada fue hecha en Pazardzhik y ensamblada en la isla Livingston durante la Primera Expedición Antártica Búlgara por el equipo de Zlatil Vergilov, Asen Chakarov, Stefan Kaloyanov y Nikolay Mihnevski del 26 al 28 de abril de 1988, con el apoyo logístico del barco de investigación de la Unión Soviética Mikhail Somov al mando del capitán Feliks Pesyakov. Fue renovado y, junto con la cabaña rusa adyacente y un pequeño almacén, fue inaugurado como base Base San Clemente de Ohrid el 11 de diciembre de 1993. Seguía siendo la única instalación de vivienda de la base (con tiendas de campaña usadas cuando era necesario un alojamiento adicional) hasta que se completó un nuevo edificio principal en 1998. Ocupada durante todas las temporadas de verano desde 1993, la cabaña ha demostrado ser la más adecuada en las condiciones locales. También se ha utilizado como sala de radio y oficina de correos de Bulgarian Posts Plc desde 1994.

## Museo de la isla de Livingston

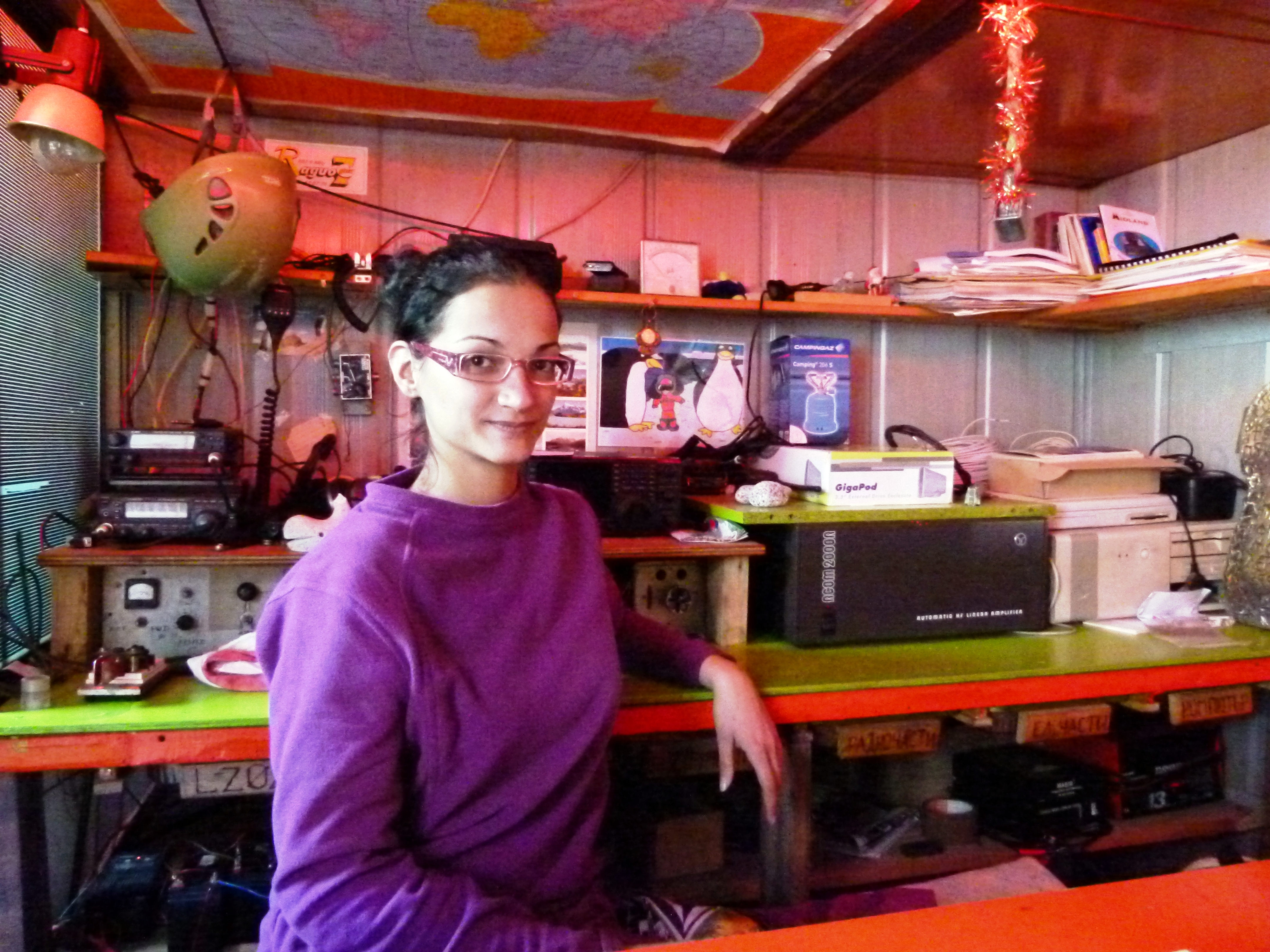
El área del comedor de la choza, que actualmente alberga la oficina de correos, la caseta de radio y parte de la exposición del museo.

Desde octubre de 2012 la Cabaña Perro Cojo ha sido anfitrión de una exposición del museo de artefactos asociados de las primeras operaciones búlgaras de ciencia y logística en la Antártida, designada como Museo de la Isla Livingston, una sucursal del Museo Nacional de Historia en Sofía.

## Sitio histórico

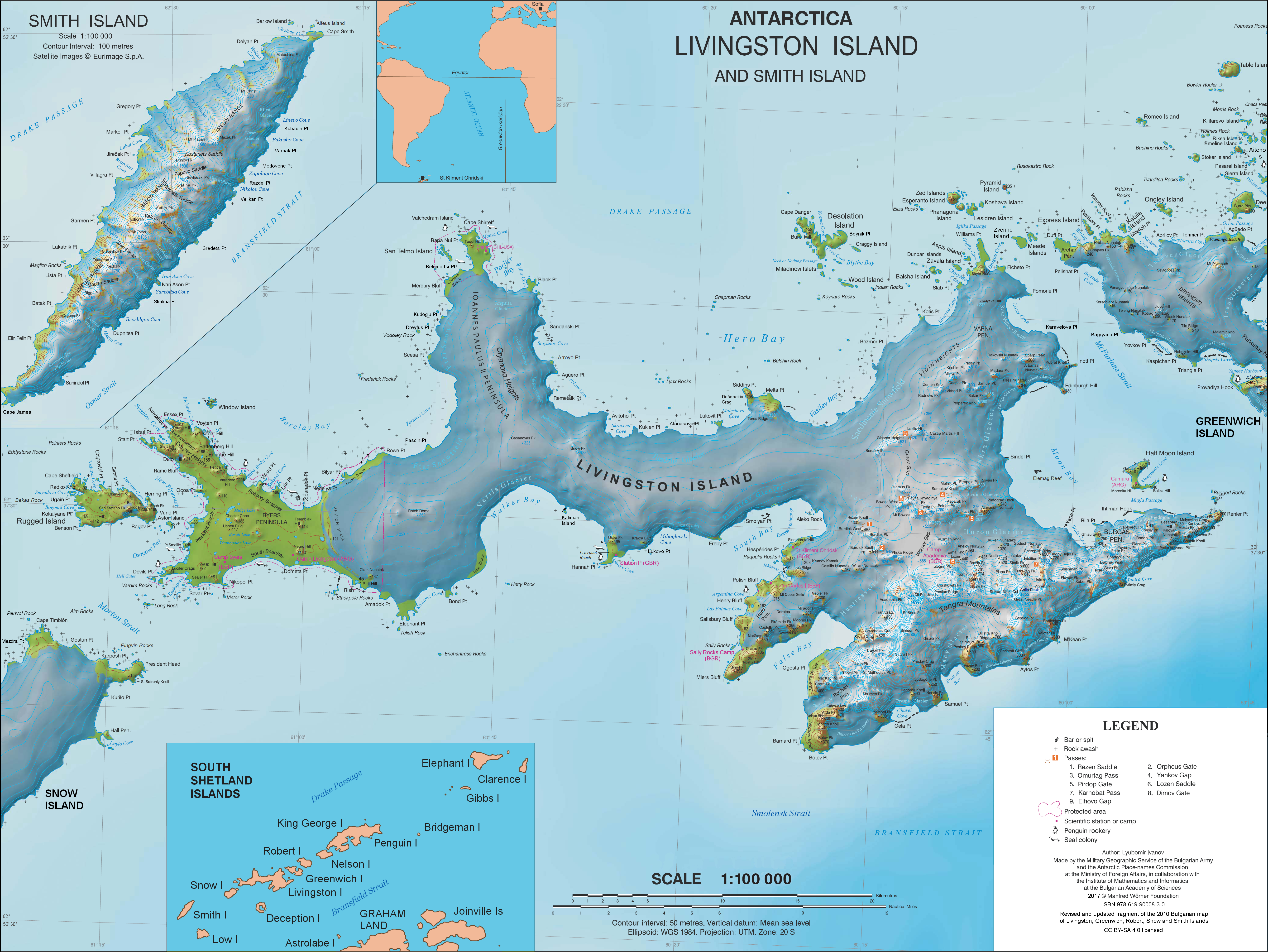
Mapa topográfico de la isla Livingston con las bases y los campamentos en la isla.

Desde junio de 2015 la cabaña ha sido designada como Sitio y Monumento Histórico de la Antártida HSM-91. Como el edificio más antiguo conservado en la isla de Livingston (desde 2009, cuando los antiguos edificios de la cercana Base Juan Carlos I de España fueron retirados y reemplazados por otros nuevos), la cabaña y sus artefactos asociados se consideran parte del patrimonio cultural e histórico de la isla y de la Antártida.